# Michał Pleskowicz
Michał Pleskowicz (Kętrzyn, 29 giugno 1995) è uno speedcuber polacco.

## Successo nello speedcubing
Nel corso degli anni ha ottenuto vari record mondiali e continentali:

### Record mondiali
| Disciplina                | Formato | Risultato | Competizione                 |
| ------------------------- | ------- | --------- | ---------------------------- |
| Cubo di Rubik ad una mano | Singolo | 9.53      | Kociewie Open 2012           |
| Cubo di Rubik ad una mano | Media   | 12.67     | Cubing Spring Grudziadz 2012 |
| Cubo di Rubik ad una mano | Media   | 12.77     | Cubing Spring Grudziadz 2012 |
| Cubo di Rubik ad una mano | Media   | 13.57     | World Championship 2011      |

### Record europei
| Disciplina                | Formato | Risultato | Competizione                 |
| ------------------------- | ------- | --------- | ---------------------------- |
| 3x3x3                     | Singolo | 6.11      | Cubing Spring Grudziądz 2012 |
| 2×2×2                     | Media   | 2.90      | Białystok Open 2010          |
| Cubo di Rubik ad una mano | Media   | 14.16     | Polish Nationals 2011        |
| Cubo di Rubik ad una mano | Media   | 15.16     | 3Mola Open 2011              |
| Cubo di Rubik ad una mano | Media   | 16.10     | Łódź Open 2011               |
| Cubo di Rubik ad una mano | Media   | 17.58     | Polish Nationals 2010        |
| Cubo di Rubik ad una mano | Media   | 17.88     | Polish Nationals 2010        |

## World Championship 2011
Ai campionati del mondo in Thailandia nel 2011, Michał Pleskowicz parte come uno dei favoriti per la vittoria finale in 3 discipline: 2×2, 3×3 e Cubo di Rubik con una mano. Le sue chance di vittoria maggiori sono proprio in questo evento, però, nonostante faccia segnare il WR nelle eliminatorie, conclude 4º fuori dal podio. Nel 2×2 si classifica 2º con una media di 2.74 a solo 0.03 dal vincitore Feliks Zemdegs e ad ex aequo con Cameron Stollery, ma in vantaggio per via del tempo singolo migliore (Cameron verrà poi retrocesso in 4ª posizione per un'irregolarità nella risoluzione).
La finale più attesa è ovviamente quella del 3×3 classico dove l'australiano Feliks Zemdegs sembra non avere rivali. Nelle semifinali Michał conclude 2º e quindi partirà penultimo con le risoluzioni. Con grande sorpresa l'australiano fallirà clamorosamente concludendo addirittura 3°, dietro a Rowe Hessler e allo stesso Michał che con una media di 8.65 segnerà il record nazionale e il 2º posto nel ranking europeo.

## Media
Michał Pleskowicz è apparso in televisione dopo la sua vittoria nel 2×2 agli European Championship 2010, e il sito polacco di informazione Onet gli ha dedicato un articolo dopo la conquista del titolo del mondo in Thailandia.